# 정규 스킴
대수기하학에서 정규 스킴(正規scheme, 영어: normal scheme)은 모든 국소환이 정수적으로 닫힌 정역인 스킴이다.

## 정의
국소환 달린 공간 {\displaystyle (X,{\mathcal {O}}_{X})}에서, 만약 모든 {\displaystyle x\in X}에 대하여 구조층의 줄기 {\displaystyle {\mathcal {O}}_{X,x}}가 정수적으로 닫힌 정역인 국소환이라면, {\displaystyle (X,{\mathcal {O}}_{X})}를 정규 국소환 달린 공간(영어: normal locally ringed space)이라고 한다.
정규 스킴은 정규 국소환 달린 공간인 스킴이다.:91, Exercise II.3.8 정규환(正規環, 영어: normal ring) {\displaystyle R}는 그 스펙트럼 {\displaystyle \operatorname {Spec} R}가 정규 스킴인 가환환이다. 즉, 임의의 소 아이디얼 {\displaystyle {\mathfrak {p}}}에 대하여, 국소화 {\displaystyle R_{\mathfrak {p}}}가 정수적으로 닫힌 정역인 경우이다.

### 정규화
임의의 기약 축소 스킴 {\displaystyle X}에 대하여, 다음과 같은 보편 성질을 만족시키는 기약 정규 스킴 {\displaystyle {\tilde {X}}} 및 스킴 사상 {\displaystyle \nu \colon {\tilde {X}}\to X}가 존재하며, 이를 {\displaystyle X}의 정규화(영어: normalization)라고 한다.:91, Exercise II.3.8
- 임의의 기약 정규 스킴 {\displaystyle Y} 및 우세 사상 {\displaystyle f\colon Y\to X}에 대하여, {\displaystyle f=\nu \circ {\tilde {f}}}가 되는 스킴 사상 {\displaystyle {\tilde {f}}\colon Y\to {\tilde {X}}}가 유일하게 존재한다.
{\displaystyle {\begin{matrix}\forall Y&{\overset {\exists !}{\to }}&{\tilde {X}}\\&{\scriptstyle \forall }\searrow &\downarrow \\&&X\end{matrix}}}

이는 구체적으로 다음과 같이 구성된다. {\displaystyle X} 위에 열린 아핀 스킴들로 구성된 열린 덮개 {\displaystyle \{\operatorname {Spec} R_{i}\}_{i\in I}}를 잡았을 때, 각 {\displaystyle R_{i}}의 정수적 폐포 {\displaystyle {\tilde {R}}_{i}}들의 스펙트럼 {\displaystyle \{\operatorname {Spec} {\tilde {R}}_{i}\}_{i\in I}}을 이어붙여 스킴 {\displaystyle {\tilde {X}}}를 구성할 수 있다. 자연스러운 사상 {\displaystyle {\tilde {X}}\to X}는 가환환의 포함 준동형 {\displaystyle R_{i}\hookrightarrow {\tilde {R}}_{i}}으로부터 유도된다.
만약 {\displaystyle X}가 기약 스킴이 아닌 축소 스킴이라면, 그 정규화는 {\displaystyle X}의 각 기약 성분 {\displaystyle X_{i}}의 정규화 {\displaystyle {\tilde {X}}_{i}}들의 분리합집합
{\displaystyle {\tilde {X}}=\bigsqcup _{i}{\tilde {X}}_{i}}
으로 정의된다.

## 성질
다음과 같은 포함 관계가 성립한다.
축소 스킴 ⊋ 정규 스킴 ⊋ 정칙 스킴 ⊋ 체 위의 매끄러운 스킴

### 세르 조건
뇌터 가환환 {\displaystyle R}에 대하여, 다음과 같은 조건들을 정의하자.
- Rk: 모든 소 아이디얼 {\displaystyle {\mathfrak {p}}\in \operatorname {Spec} R}에 대하여, 만약 {\displaystyle \operatorname {ht} {\mathfrak {p}}\leq k}라면, 국소화 {\displaystyle R_{\mathfrak {p}}}는 정칙 국소환이다. 여기서 {\displaystyle \operatorname {ht} }는 아이디얼의 높이이다.
- Sk: 모든 소 아이디얼 {\displaystyle {\mathfrak {p}}\in \operatorname {Spec} R}에 대하여, {\displaystyle \operatorname {depth} R_{\mathfrak {p}}\geq \min\{k,\operatorname {ht} {\mathfrak {p}}\}}. 여기서 {\displaystyle \operatorname {depth} }는 (스스로 위의 가군으로서의, 유일한 극대 아이디얼에 대한) 깊이이다.

세르 조건(영어: Serre’s criterion)에 따르면, 뇌터 가환환의 경우, 다음 표에서 각 행에 적힌 두 조건이 서로 동치이다.
| 조건           | 뇌터 가환환에 대하여 동치인 조건 |
| -------------- | -------------------------------- |
| 정규환         | R1 + S2                          |
| 축소환         | R0 + S1                          |
| 코언-매콜리 환 | S∞                               |

대수기하학적으로, 정규 스킴의 세르 조건에서, R1 조건은 대략 "여차원 1의 특이 부분 집합이 존재하지 않음"을 뜻한다. 마찬가지로, 대수기하학적으로 S2 조건은 하르톡스 확장정리에 해당한다.

### 정규 대수다양체
대수적으로 닫힌 체 {\displaystyle K} 위의 대수다양체 {\displaystyle X}에 대하여 다음 두 조건이 서로 동치이다.
- {\displaystyle X}는 정규 대수다양체이다.
- {\displaystyle K} 위의 임의의 대수다양체 {\displaystyle Y} 및 ({\displaystyle Y} 전체에 정의된) 및 임의의 유한 쌍유리 사상 {\displaystyle f\colon Y\to X}에 대하여, {\displaystyle f}는 (대수다양체의) 동형 사상이다.

이는 정수적으로 닫힌 정역의 정의를 그대로 기하학적으로 번역한 것이다. 즉, {\displaystyle x\in X}에 대하여 {\displaystyle R={\mathcal {O}}_{X,x}}라고 놓으면, 모든 환 {\displaystyle S}에 대하여, 만약 다음 두 조건
- (쌍유리 사상) {\displaystyle R\subseteq S\subseteq \operatorname {Frac} R=\operatorname {Frac} S}
- (유한 사상) {\displaystyle S}는 {\displaystyle R} 위의 유한 생성 가군

이 성립한다면, {\displaystyle R=S}이어야 한다.

## 역사
정규 스킴의 개념은 오스카 자리스키가 1939년에 도입하였다.